# سولاچکا سنا
سولاچکا سنا (به صربی: Solačka Sena) یک منطقهٔ مسکونی در صربستان است که در ولادیچین خان واقع شده‌است. سولاچکا سنا ۱۶۲ نفر جمعیت دارد.